# You're What I Look For
«You're What I Look For» (en español: "Tú eres lo que busco") es una canción lanzada en 1986 por la banda canadiense Glass Tiger, compuesta por Alan Frew, Al Connelly y Michael Hanson, y producida por Jim Vallance. Es el cuarto sencillo de su álbum debut The Thin Red Line. Fue lanzada a finales de 1986 solo en Canadá por Capitol Records.
El lado-b «Do You Wanna Dance (With Me)» también es incluido en su siguiente sencillo "I Will Be There" también como lado-b, pero es de notar que no aparece en su álbum The Thin Red Line, pero si en su versión remasterizada lanzada en 2012 The Thin Red Line (Anniversary Edition). La foto de portada es exactamente la misma que la de "I Will Be There" y la de su Extended Play Special Mini Album con Deborah Samuel como fotógrafo.

## Vídeo musical
El video muestra a los miembros de la banda interpretando la canción en directo.

## Letra y estructura
«You're What I Look For» cuenta la historia de un hombre que al ver entrar a una fiesta a muchas personas se enamoró de pronto de una chica, sabiendo que había hallado a su amor.
El coro posee la frase en francés "Je pense que je t'adore" (Creo que te amo), mostrando así la relación que tiene la banda con este idioma, aunque luego grabarían una versión de la canción «Diamond Sun» en 1988 totalmente en francés para el lado b de dicho sencillo.
La letra fue escrita por Alan Frew, Al Connelly y Michael Hanson.
La estructura de la canción es la siguiente:
1. Introducción (instrumental) (0:00–0:24)
2. Verso 1 (0:24–1:29)
3. Coros (1:29–1:44)
4. Verso 2 (media-duración) (1:44–2:17)
5. Coros (2:17–2:32)
6. Puente (2:32–2:57)
7. Coros (hasta el final) (2:57–3:48)

## Lanzamiento y recepción
El sencillo llegó hasta la posición 11 en el RPM de Canadá, el 14 de febrero de 1987, desplazado a solo una casilla del top 10 por la canción de Madonna «Open Your Heart», debutando el 29 de noviembre de 1986 en la posición 91. Su "mini-éxito" no pasó las fronteras de Canadá ya que solo fue lanzado ahí.

## Lista de canciones
Todas las canciones escritas y compuestas por Alan Frew, Al Connelly y Michael Hanson. 
| Versión de siete pulgadas |                                |          |  |
| N.º                       | Título                         | Duración |  |
| 1.                        | «You're What I Look For»       | 3:48     |  |
| 2.                        | «Do You Wanna Dance (With Me)» | 3:58     |  |
| 7:46                      |                                |          |  |

### Semanales
| Canadá | RPM                      | 11 |
| Canadá | Adult Contemporary (RPM) | 12 |

## Créditos

### Música
- Alan Frew: vocales
- Al Connelly: guitarras
- Sam Reid: teclado electrónico
- Wayne Parker: bajo
- Michael Hanson: batería, guitarras, coros

### Producción
- Diseño: Heather Brown
- Diseño del logo: Shoot That Tiger!
- Fotografía: Deborah Samuel
- Productor: Jim Vallance
- Escritores: Alan Frew, Al Connelly, Michael Hanson